# Branche de Lecco
La branche de Lecco (en italien : ramo di Lecco) est l'une des trois sections qui composent le lac de Côme, avec les branches de Côme et de Gera ; le nom dérive de celui de la ville de Lecco, capitale de la province de Lecco, en Lombardie, située à son extrémité sud. Cette partie du Lario s'étend de la ville susmentionnée de Lecco à Varenna (rive est) et à Pescallo, un hameau de Bellagio (rive ouest), où elle rencontre les deux autres branches. En réalité, le lac de Lecco n’existe pas, il n’y a qu’un seul lac qui est le Lac de Côme.

## Caractéristiques
La « branche de Lecco » présente des caractéristiques particulières : la profondeur du fond marin est très élevée (le point le plus profond se situe toutefois dans la branche ouest, celle qui se termine à Côme) et cette partie du lac de Côme est entourée de hautes montagnes et de nombreux petits hameaux.

## Environnement
Le paysage est dominé par des chaînes de montagnes abruptes, de nature karstique et dolomitique. La hauteur des montagnes de cette partie du lac de Côme varie de 922 m au mont Barro à 2 410 m au Grigna.
Il faut également mentionner les nombreuses communes situées sur les rives du lac de Côme, dans la branche de Lecco : parmi celles-ci, les plus pittoresques sont Bellagio et Varenna, visités chaque année par des milliers de touristes.

## Communes situées sur la branche
La branche de Lecco compte 10 communes. La population est d'environ 100 000 habitants.
| Commune            | Province | population | surface (km2) | densité (Hab/km2) | altitude (m) |
| ------------------ | -------- | ---------- | ------------- | ----------------- | ------------ |
| Lecco              | LC       | 48 389     | 45,14         | 1 072             | 214          |
| Malgrate           | LC       | 4 239      | 1,99          | 2231              | 231          |
| Valmadrera         | LC       | 11 491     | 12,56         | 912               | 237          |
| Abbadia Lariana    | LC       | 3 209      | 16,67         | 193               | 204          |
| Valbrona           | CO       | 2 628      | 13,65         | 193               | 494          |
| Mandello del Lario | LC       | 10 249     | 43,33         | 237               | 200          |
| lierna             | LC       | 2 124      | 11.2          | 189               | 202          |
| Varenna            | LC       | 728        | 12.5          | 58                | 220          |
| Oliveto Lario      | LC       | 1 225      | 15,7          | 78                | 208          |
| Bellagio           | CO       | 3 699      | 29,06         | 127               | 229          |

## Remarque
La branche de Lecco est appelée fréquemment mais improprement lac de Lecco, quoiqu’il ne s'agisse en réalité que d'une branche du lac de Côme.

## Images

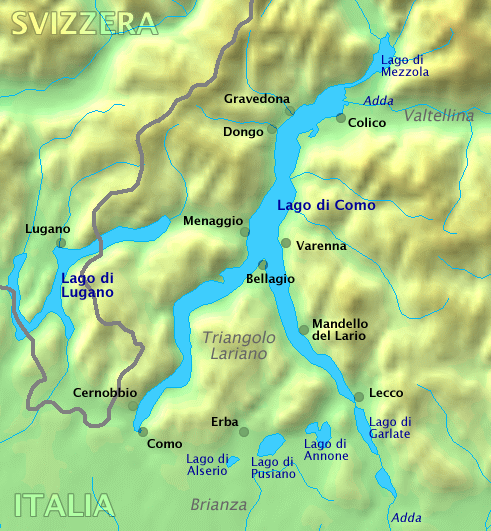
Le lac de Côme.
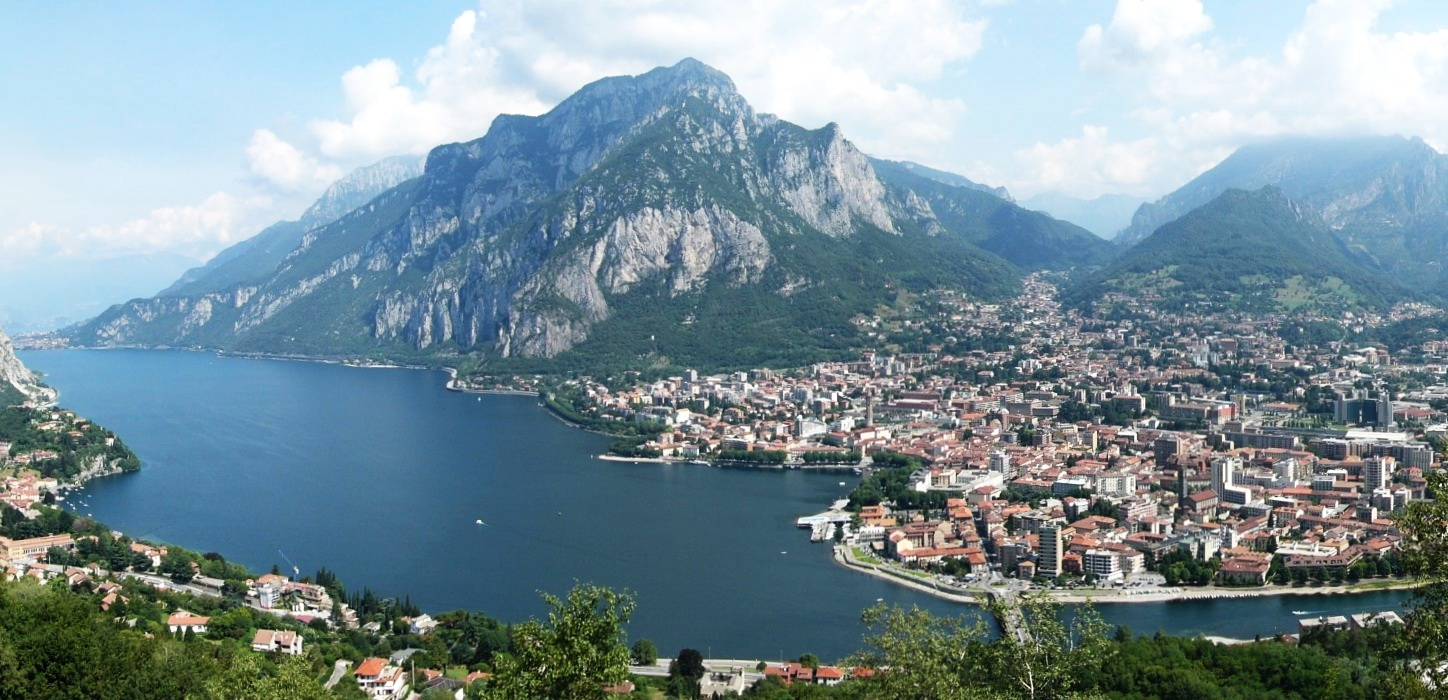
Vue sur Lecco et la « branche de Lecco ».
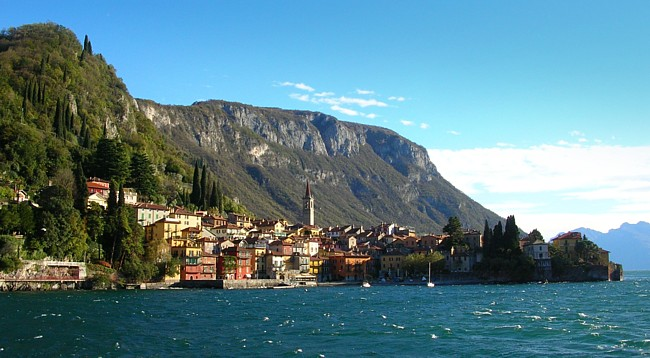
La commune de Varenna.